# Lesueurigobius
Lesueurigobius is een geslacht van straalvinnige vissen uit de familie van grondels (Gobiidae). Het geslacht is voor het eerst wetenschappelijk beschreven in 1950 door Whitley.

## Soorten
- Lesueurigobius friesii (Malm, 1874)
- Lesueurigobius heterofasciatus Maul, 1971
- Lesueurigobius koumansi (Norman, 1935)
- Lesueurigobius sanzi (de Buen, 1918)
- Lesueurigobius suerii (Risso, 1810)